# Terenura
Terenura là một chi chim trong họ Thamnophilidae.